# Agbéyomé Kodjo
Pour les articles homonymes, voir Kodjo (homonymie).
Messan Agbéyomé Kodjo, né le 12 octobre 1954 à Tokpli (Togo français) et mort le 3 mars 2024 à Tema (Ghana), est un homme politique togolais, Premier ministre du 31 août 2000 au 29 juin 2002. Il est candidat à l'élection présidentielle de 2020.

## Biographie
Agbéyomé Kodjo est né à Tokpli dans la préfecture de Yoto en 1954. Il est le fils de Dossou Kodjo et Kédjé Flora Dosseh.
Il étudie en France et reçoit un diplôme en gestion organisationnelle de l'université de Poitiers en janvier 1983,.
De retour au Togo en 1985, Agbéyomé Kodjo est directeur commercial de la SONACOM jusqu'en 1988,.
Le 19 décembre 1988, le président Gnassingbé Eyadema le nomme au gouvernement comme ministre de la Jeunesse, des Sports et de la Culture. Il reste à ce poste jusqu'en septembre 1991,, lorsqu'un gouvernement de transition dirigé par le Premier ministre Joseph Kokou Koffigoh prend ses fonctions.
En septembre 1992, il est nommé ministre de l'Administration territoriale et de la Sécurité mais Koffigoh le limoge, de même que Benjamin Agbéka, ministre des Communications et de la Culture et aussi membre du Rassemblement du peuple togolais (RPT).
Le 9 novembre 1992 Kodjo et Agbéka, avec le soutien de Eyadéma, refusent de quitter le gouvernement, malgré les protestations et l'intention de Koffigoh de saisir la Cour suprême ; Kodjo reste donc en poste jusqu'en février 1993, date à laquelle il devient directeur général du port autonome de Lomé, fonction qu'il occupe pendant plus de six ans.
Lors des élections législatives de mars 1999, il est élu à l'Assemblée nationale comme candidat du RPT dans la troisième circonscription de la préfecture de Yoto. Seul candidat en lice, il obtient 100 % des suffrages. Après l'élection, il est élu président de l'Assemblée nationale en juin 1999,.
Le 29 août 2000, le président Eyadéma nomme Kodjo Premier ministre en remplacement d'Eugène Koffi Adoboli après que ce dernier échoue lors d'un vote de censure.
Le 30 août 2001, Agbéyomé Kodjo déclare que la Constitution devrait être modifiée pour permettre à Eyadéma de briguer un troisième mandat en 2003. Kodjo est annoncé comme le successeur le plus probable d'Eyadéma mais après sa nomination en tant que Premier ministre, il entre en conflit avec le président.
Le 27 juin 2002, Eyadéma le démet de ses fonctions de Premier ministre, apparemment en raison de divergences au sein du RPT. Dans un article publié dans le journal Le Scorpion le 28 juin, il critique Eyadéma. Il quitte rapidement le Togo et, début juillet 2002, il est déclaré recherché par un tribunal pour avoir prétendument déshonoré le président et porté atteinte à l'ordre public.
Le 6 août 2002, le Comité central du RPT vote à l'unanimité l'expulsion de Kodjo du parti, ainsi que l'ancien président de l'Assemblée nationale, Dahuku Péré, pour haute trahison. Il est également expulsé de l'Ordre du Mono le 18 juillet.
Après avoir quitté le Togo, Agbéyomé Kodjo vit en exil en France d'où il poursuit ses critiques sur Eyadéma. Le gouvernement togolais lance un mandat d'arrêt international à l'encontre de Kodjo à la mi-septembre 2002, l'accusant de corruption et affirmant qu'il avait fui le Togo pour ne pas être poursuivi en justice. Le gouvernement se plaint également de la diffusion par Radio France internationale (RFI) d'un entretien avec Kodjo en septembre, malgré les pressions du gouvernement sur le média français. Il dénonce l'amendement visant à supprimer les limites du mandat présidentiel, affirmant que c'était Fambaré Ouattara Natchaba qui avait initialement fait cette proposition publiquement et qu'il l'avait appuyée à l'époque pour des raisons internes au RPT.
À la suite de l'élection présidentielle controversée de juin 2003, Agbéyomé Kodjo déclare dans une interview accordée au journal Motion d'information que, contrairement aux résultats officiels, Eyadéma avait effectivement perdu l'élection. Accusant Eyadéma de rester au pouvoir par la violence, Kodjo déclare qu'Eyadéma devrait admettre sa défaite et quitter la politique pour résoudre les troubles politiques du pays et prévenir la guerre.
Le 8 avril 2005, après le décès d'Eyadéma, Agbéyomé Kodjo revient au Togo mais est rapidement arrêté puis emprisonné pour un détournement de fonds présumé lorsqu'il était directeur général du port autonome de Lomé.
En septembre 2005, il forme un nouveau parti, l'Alliance démocratique pour la patrie (connu simplement sous le nom d'Alliance), avec Dahuku Péré.
Il est par la suite candidat aux élections au poste de président de la Fédération togolaise de football, mais lors de son congrès extraordinaire du 9 janvier 2007, il termine deuxième derrière Avlessi Adaglo Tata, obtenant 14 voix des délégués contre 24 pour Tata ; il devance le fils d'Eyadéma, Rock Gnassingbé, président sortant de la Fédération qui obtient huit voix.
Début août 2008, il annonce qu'il se portera candidat au sein d'un nouveau parti, l'Organisation pour bâtir dans l'union solidaire togolaise (OBUTS), à la présidentielle de 2010. Il présente officiellement sa candidature le 14 janvier 2010. Bien que la date limite pour la soumission des candidatures soit le 15 janvier, Kodjo est la première personne à officiellement présenter sa candidature.
Le 6 janvier 2020, il est désigné candidat à la présidentielle de février 2020 au titre du regroupement de formations politiques et d’organisations de la société civile Dynamique Monseigneur Kpodzro (DMK). Il est classé officiellement deuxième au scrutin (19,45 %) derrière le président sortant Faure Gnassingbé (70,78 %).
Le 21 avril 2020, après s’être proclamé « président élu » du Togo, Agbeyomè Kodjo est arrêté pour n’avoir pas répondu à sa troisième convocation successive devant le Service central de recherches et d’investigations criminelles de la gendarmerie.
Agbéyomé Kodjo continue de réclamer sa victoire lors de la présidentielle du 22 février 2020.
Selon une source judiciaire de Jeune Afrique, Gabriel Agbéyomé Kodjo est ensuite conduit dans les locaux des services de renseignements, pour y être interrogé.
Agbéyomé Kodjo doit ensuite être auditionné par le procureur de la République, avant que le magistrat ne statue sur un éventuel placement en détention préventive. Celle-ci semble d’ores et déjà acquise, à en croire une source proche du parquet, qui assure qu’il sera détenu pendant toute la procédure.
Agbéyomé Kodjo est poursuivi pour plusieurs chefs d’accusation, notamment ceux d’atteinte à la sûreté intérieure de l’État, d’usage des insignes de l’État, de nominations illégales, de troubles aggravés à l’ordre public ainsi que de dénonciations calomnieuses.
Le 24 avril 2020, « Agbéyomé Kodjo a été libéré et est placé sous contrôle judiciaire, avec des conditions », déclare l’un de ses avocats. Selon une note du doyen des juges d’instruction, l’opposant a l'interdiction de quitter le Togo sans autorisation et ne doit pas faire de « déclarations tendant à la remise en cause des résultats de la présidentielle du 22 février 2020 ». Il est également interdit de « tous propos, déclarations, ou attitudes tendant à remettre en cause et à saper l’ordre constitutionnel et institutionnel ».
Le 16 mars 2021, Agbéyomé Kodjo cède sa place de député à l’Assemblée nationale à Agbagli Koffi.
Toujours contestataire des résultats, il vit en exil dans un endroit tenu secret jusqu'à sa mort.
Le 3 mars 2024, Agbéyomé Kodjo meurt à Tema au Ghana d'une crise cardiaque,.
Après sa mort, Paul Missiagbéto, son conseiller spécial, en dit plus concernant les dernières années d'Agbéyomé Kodjo : « Nous ne parlions jamais du lieu où il était en exil. Je sais juste qu’il vivait dans la clandestinité et qu’il m’a dit plusieurs fois qu’il ne sortait pas de chez lui par crainte qu’il lui arrive quelque chose ».